# ويليام لوغان هاريس
ويليام لوغان هاريس (بالإنجليزية: William Logan Harris)‏ هو كاهن كاثوليكي أمريكي، ولد في 4 نوفمبر 1817، وتوفي في 2 سبتمبر 1887.